# Olympische Jugend-Winterspiele 2012/Teilnehmer (Dänemark)
| Gelbes Symbol für Goldmedaillen mit stilisierten Olympischen Ringen | Graues Symbol für Silbermedaillen mit stilisierten Olympischen Ringen | Braundes Symbol für Bronzemedaillen mit stilisierten Olympischen Ringen |
| ------------------------------------------------------------------- | --------------------------------------------------------------------- | ----------------------------------------------------------------------- |
| —                                                                   | —                                                                     | —                                                                       |

Dänemark nahm an den Olympischen Jugend-Winterspielen 2012 in Innsbruck mit fünf Athleten in drei Sportarten teil.

## Sportarten

### Eisschnelllauf
| Athleten           | Wettbewerb  | Durchgang 1 | Durchgang 2 | Gesamt      | Gesamt |
| Athleten           | Wettbewerb  | Zeit        | Zeit        | Zeit        | Rang   |
| ------------------ | ----------- | ----------- | ----------- | ----------- | ------ |
| Jungen             |             |             |             |             |        |
| Philip Due Schmidt | 3000 m      |             |             | 4:39,71 min | 14     |
| Philip Due Schmidt | Massenstart |             |             | 7:28,75 min | 17     |

### Ski Alpin
| Athleten       | Wettbewerb   | Durchgang 1 | Durchgang 2 | Gesamt      | Gesamt |
| Athleten       | Wettbewerb   | Zeit        | Zeit        | Zeit        | Rang   |
| -------------- | ------------ | ----------- | ----------- | ----------- | ------ |
| Jungen         |              |             |             |             |        |
| Frederik Bigom | Super-G      |             |             | DNF         | DNF    |
| Frederik Bigom | Riesenslalom | 1:03,07 min | 58,87 s     | 2:01,94 min | 27     |
| Frederik Bigom | Slalom       | 46,05 s     | DNF         | -           | -      |
| Frederik Bigom | Kombination  | 1:08,69 min | 43,59 s     | 1:52,28 min | 27     |
| Mädchen        |              |             |             |             |        |
| Julie Faarup   | Super-G      |             |             | DNF         | DNF    |
| Julie Faarup   | Riesenslalom | 1:09,41 min | 1:09,56 min | 2:18,97 min | 37     |
| Julie Faarup   | Slalom       | 53,20 s     | 49,14 s     | 1:42,34 min | 25     |
| Julie Faarup   | Kombination  | 1:13,34 min | 48,09 s     | 2:01,43 min | 26     |

### Skilanglauf
| Athleten         | Wettbewerb      | Qualifikation | Qualifikation | Viertelfinale      | Viertelfinale      | Halbfinale         | Halbfinale         | Finale             | Finale             |
| Athleten         | Wettbewerb      | Zeit          | Rang          | Zeit               | Rang               | Zeit               | Rang               | Zeit               | Rang               |
| ---------------- | --------------- | ------------- | ------------- | ------------------ | ------------------ | ------------------ | ------------------ | ------------------ | ------------------ |
| Jungen           |                 |               |               |                    |                    |                    |                    |                    |                    |
| Eirik Stonor     | 10 km klassisch |               |               |                    |                    |                    |                    | DNS                | DNS                |
| Eirik Stonor     | Sprint          | 2:01,59 min   | 44            | nicht qualifiziert | nicht qualifiziert | nicht qualifiziert | nicht qualifiziert | nicht qualifiziert | nicht qualifiziert |
| Mädchen          |                 |               |               |                    |                    |                    |                    |                    |                    |
| Caroline Carlsen | 5 km klassisch  |               |               |                    |                    |                    |                    | 20:04,8 min        | 37                 |
| Caroline Carlsen | Sprint          | 2:28,11 min   | 39            | nicht qualifiziert | nicht qualifiziert | nicht qualifiziert | nicht qualifiziert | nicht qualifiziert | nicht qualifiziert |